# ریدلین
ریدلین (انگلیسی: Riddelliine) نوعی آلکالوئید پیرولیزیدینی است که از گیاهانی همچون زلف پیریعقوبی و پیرگیاه بدست آمده و به عنوان یک کارسینوژن شناخته میشود.